# Bojanovice (ort i Tjeckien, Södra Mähren)
Bojanovice är en ort i Tjeckien.   Den ligger i regionen Södra Mähren, i den sydöstra delen av landet, 170 km sydost om huvudstaden Prag. Bojanovice ligger 346 meter över havet och antalet invånare är 177.
Terrängen runt Bojanovice är platt. Runt Bojanovice är det ganska glesbefolkat, med 42 invånare per kvadratkilometer. Närmaste större samhälle är Znojmo, 13,2 km söder om Bojanovice. Trakten runt Bojanovice består till största delen av jordbruksmark.